# Creepin' (Solo)
Creepin' (Solo) es el primer sencillo del tercer álbum Chamillionaire, Venom. Cuenta con Ludacris y fue producido por DJ Montay. La canción fue lanzada el 12 de noviembre de 2008. 